# Olive Carey
Olive Golden Carey, geborene Olive Fuller Golden (* 31. Januar 1896 in New York City, New York; † 13. März 1988 in Carpinteria, Kalifornien), war eine US-amerikanische Schauspielerin, die zwischen den 1910er- und den 1960er-Jahren vor allem in Westernfilmen spielte.

## Leben
Olive Fuller Golden, deren Geburtsjahr gelegentlich auch mit 1895 angegeben wird, wurde in eine Schauspielerfamilie geboren. Ihr Vater George Fuller Golden war Schauspieler und Varieté-Unterhalter. Er gründete die erste amerikanische Schauspielergewerkschaft. Ihre jüngeren Schwestern Ruth Fuller Golden (1901–1931) und Mignonne Golden (1904–1997) wurden ebenfalls Schauspielerinnen. Olive kam um 1912 zum Film. Dort lernte sie bald ihren späteren Ehemann, den Schauspieler Harry Carey kennen. Gleichfalls machte sie frühzeitig die Bekanntschaft der späteren Regie-Legende John Ford, mit dem sie langjährig freundschaftlich verbunden blieb. Zeitweilig fungierte sie als Fords Managerin. Sie soll die beiden seelenverwandten „Easterner“ miteinander bekannt gemacht haben, damit eine der Grundlagen für den amerikanischen Westernfilm als Legende des gerade verblichenen Wilden Westens geschaffen haben.
Die im Januar 1920 geschlossene Ehe mit dem 18 Jahre älteren Harry Carey brachte zwei Kinder hervor, Ellen und Henry junior, der wie sein Vater den Künstlernamen Harry Carey (Jr.) annahm. Beide Kinder sind vor allem auch mit ihren Spitznamen geläufig, Ellen hörte auf den Spitznamen „Cappy“, Harry wurde von Freunden und Kollegen nur „Dobe“ genannt. An ihrem Lebensabend konnte Olive Carey sich über sechs Enkel und sieben Urenkel erfreuen.
Olive Carey spielte in über 70 Filmen. Ihre Schauspielkarriere war allerdings von mehreren längeren Unterbrechungsphasen geprägt. Olive Carey galt frühzeitig als sehr selbstbewusste und tatkräftige Frau. Sie übernahm auch als Schauspielerin oft Rollen, in denen sie selbstbewusste bis resolute, harte bis männliche Frauengestalten darstellen konnte. In der frühen Stummfilmzeit agierte sie unter ihrem Geburtsnamen Olive (Fuller) Golden, gelegentlich wurde sie auch als Olive (Fuller) Gordon gelistet. Nach dem Tod ihres Ehemannes im Jahre 1947 trat sie in einigen bekannten Filmen des befreundeten John Ford auf, zum Beispiel in dem Western-Klassiker Der Schwarze Falke, wo sie als Mrs. Jorgensen die Filmmutter ihres leiblichen Sohnes Harry Carey jr. mimte. Fords Film 3 Godfathers (dt. Spuren im Sand, 1948) war der Erinnerung an ihren 1947 verstorbenen Ehemann gewidmet, dem „leuchtenden Stern am frühen Western Firmament“ (To the memory of Harry Carey „Bright star of the early western sky ...“).
Das besondere Verhältnis zu John Ford beleuchtet auch eine von ihrem Sohn überlieferte Anekdote, nach der sie bei den Dreharbeiten zu dem Western Zwei ritten zusammen (einer Variation zu Der Schwarze Falke) wiederholt ihre Texte vergessen hatte, so dass der Hauptdarsteller Richard Widmark sich bereits in Lachkrämpfen wand. Von Ford daraufhin in der ihm eigenen Art angeraunzt, „Goldie, you're the worst goddam actress I've ever directed“ (Goldie, du bist die schlechteste gottverdammte Schauspielerin, die ich jemals führen musste), soll sie abwinkend erwidert haben: „Oh, go fuck yourself!“ (Ach, fick dich doch selbst!). Niemand sonst, betonte Harry Carey junior, hätte sich eine solch respektlose Reaktion gegenüber dem am Filmset autoritären Ford erlauben dürfen, ohne ernsthafte Folgen befürchten zu müssen. Schauspieler, die auf Fords Schwarze Liste gelangten, hatten oft längerfristige Probleme an größere Rollen zu kommen. Zugleich hätte es sich, neben ihrem verstorbenen Ehemann, nur John Ford erlauben dürfen, Olive Carey verniedlichend „Goldie“ (Goldstück) zu nennen, selbst wenn man es als Ableitung von ihrem Geburtsnamen begreift.

## Filmografie (Auswahl)
- 1912: The Vintage of Fate
- 1914: Tess of the Storm Country
- 1916: A Knight of the Range
- 1916: The Devil’s Own
- 1931: Trader Horn
- 1935: Tolle Marietta (Naughty Marietta)
- 1951: On Dangerous Ground
- 1952: Liebling, ich werde jünger (Monkey Business)
- 1952: On Dangerous Ground
- 1954: Heißes Pflaster (Rogue Cop)
- 1955: Die Verlorenen (The Cobweb)
- 1955: Gegen alle Gewalten (I Died a Thousand Times)
- 1956: Der schwarze Falke (The Searchers)
- 1957: Zwei rechnen ab (Gunfight at the O.K. Corral)
- 1957: Dem Adler gleich (The Wings of Eagles)
- 1957: Hölle der tausend Martern (Run of the Arrow)
- 1957: Die Uhr ist abgelaufen (Night Passage)
- 1960: Alamo (The Alamo)
- 1961: Zwei ritten zusammen (Two Rode Together)
- 1966: Billy the Kid vs. Dracula